# Matthias Platzeck
Matthias Platzeck (ur. 29 grudnia 1953 w Poczdamie) – niemiecki polityk i samorządowiec, minister w rządzie NRD (1990), burmistrz Poczdamu, w latach 2002–2013 premier Brandenburgii, od 2005 do 2006 przewodniczący Socjaldemokratycznej Partii Niemiec (SPD).

## Życiorys
Urodził się w rodzinie lekarza i asystentki medycznej. W 1972 ukończył szkołę średnią, po czym do 1974 odbywał służbę wojskową w Nationale Volksarmee. Studiował cybernetykę biomedyczną na późniejszym Uniwersytecie Technicznym Ilmenau, którą ukończył w 1979 z dyplomem inżyniera elektrotechnika. Pracował w instytucjach zajmujących się higieną i ochroną zdrowia, w tym w Institut für Lufthygiene w Karl-Marx-Stadt. Od 1982 był dyrektorem do spraw ekonomicznych i technologicznych w szpitalu powiatowym w Bad Freienwalde (Oder), a od 1982 kierował departamentem w inspekcji sanitarnej w Poczdamie.
W 1989 wstąpił do działającej w NRD Liberalno-Demokratycznej Partii Niemiec. Od 1988 angażował się w inicjatywy proekologiczne. W okresie przemian politycznych w 1989 był wśród założycieli partii Grüne Liga, objął funkcję rzecznika tego ugrupowania. Od lutego do kwietnia 1990 pełnił funkcję ministra bez teki do spraw przedsiębiorczości w rządzie Hansa Modrowa. W marcu 1990 w wolnych wyborach został wybrany na deputowanego do Izby Ludowej NRD, gdzie kierował frakcją parlamentarną Związku 90. Po zjednoczeniu Niemiec w październiku tego samego roku wraz z grupą deputowanych do Izby Ludowej przeszedł do pracy w Bundestagu.
W tym samym czasie został po raz pierwszy wybrany do Landtagu Brandenburgii. W latach 1990–1994 pełnił funkcję ministra ochrony środowiska w rządzie Brandenburgii, którym kierował Manfred Stolpe. Od 1991 do 1993 zasiadał w zarządzie Związku 90, opuścił to ugrupowanie, sprzeciwiając się planom połączenia partii z Zielonymi. Z ramienia Brandenburgii zasiadał w Bundesracie w latach 1991–1998, początkowo jako członek, następnie zastępca członka wyższej izby niemieckiego parlamentu. Po wyborach regionalnych w 1994 pozostał na dotychczasowym stanowisku ministerialnym.
W czerwcu 1995 został członkiem SPD. W 1997 zyskał rozpoznawalność w trakcie powodzi wywołanej wylaniem rzek dorzecza Odry. W 1998 zwyciężył w wyborach na nadburmistrza Poczdamu, rezygnując w konsekwencji z funkcji ministra. W 1999 został członkiem zarządu federalnego SPD, a w 2000 przewodniczącym tej partii w Brandenburgii. W czerwcu 2002 po przejściu Manfreda Stolpego do rządu centralnego został nowym premierem tego kraju związkowego. Uzyskiwał reelekcję po wyborach do landtagu w 2004 i 2009. Zasiadał również ponownie w Bundesracie, sprawując w nim od listopada 2004 do października 2005 rotacyjne przewodnictwo.
W listopadzie 2005 został wybrany na przewodniczącego SPD w miejsce ustępującego Franza Münteferinga. Po niespełna pół roku, w kwietniu 2006, zrezygnował z tej funkcji z powodów zdrowotnych. W lipcu 2013 ogłosił swoją rezygnację z wszystkich stanowisk politycznych, w tym z urzędu premiera, co również motywował kwestiami zdrowotnymi. W sierpniu tegoż roku nowym premierem został dotychczasowy brandenburski minister spraw wewnętrznych Dietmar Woidke. W marcu 2014 Matthias Platzeck został wybrany na prezesa Deutsch-Russisches Forum.

## Odznaczenia i wyróżnienia
- Wielki Krzyż Zasługi z Gwiazdą i Wstęgą Order Zasługi Republiki Federalnej Niemiec
- Order Zasługi Brandenburgii
- Odznaka Honorowa za Zasługi dla Województwa Lubuskiego[5]
- Medal Pamiątkowy „Pro Masovia”[6]